# Rue Chateaubriand (Marseille)
Pour les articles homonymes, voir Rue Chateaubriand.
La rue Chateaubriand est une voie marseillaise située dans le 7e arrondissement de Marseille.

## Situation et accès
Elle démarre au cœur du quartier de Saint-Lambert, au niveau de la place du 4-Septembre. Elle longe de nombreux immeubles de ce quartier par une montée et se termine rue Pignol, non loin de la rue d'Endoume accessible par les escaliers de la rue Pignol et de la rue Turcon.

## Origine du nom
La rue est nommée en l'honneur de l'écrivain et diplomate François-René de Chateaubriand (1768-1848), précurseur du romantisme français et l'un des plus grands noms de la littérature française.

## Historique
La rue est classée dans la voirie de Marseille le 9 janvier 1860, le terrain a été cédé à la Ville par Mme veuve Debrieu en 1897.
Au numéro 9 était installée dans les années 1930-1935 une fabrique de violes et de pianos mécaniques exploitée par M. Gilardinghi, d’origine piémontaise. Leur musique était produite par des marteaux actionnés par des clous plantés sur un rouleau de bois. L’arrivée sur le marché de la musique des pick-up plus puissants que les phonographes et les pianos mécaniques tue cette industrie.
À l’extrémité sud de la rue se trouvait l’atelier Guy et Naddeï, charpentiers de marine depuis plus d’un siècle au vallon des Auffes.

## Bâtiments remarquables et lieux de mémoire
- Au numéro 46 se trouve l’école primaire publique Chateaubriand.